# Gelaatsexpressie

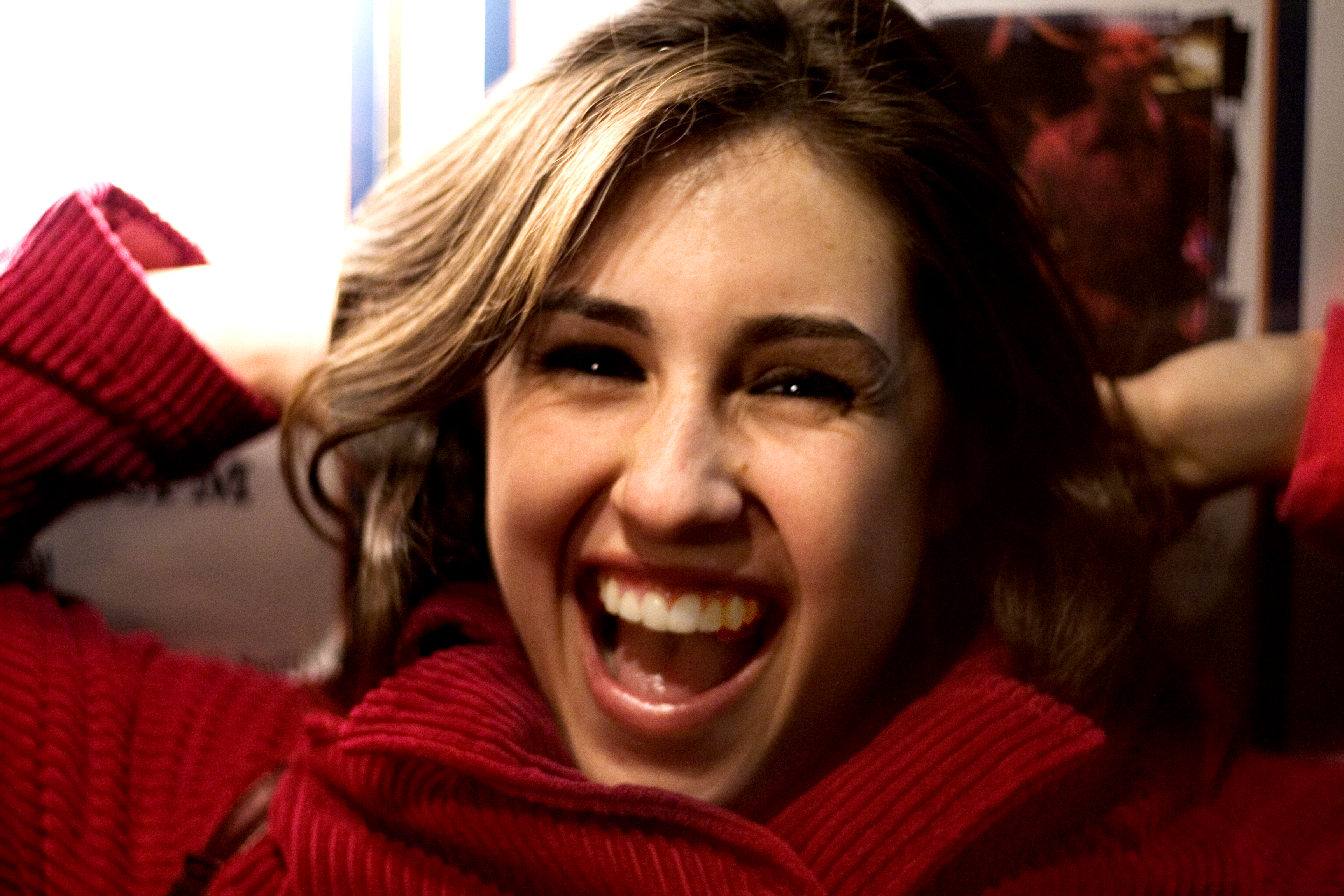
Een makkelijk te interpreteren gelaatsexpressie van een meisje met lachend gezicht met open mond en de boventanden duidelijk zichtbaar. Bij chimpansees is echter het tonen van de boventanden een teken van angst

Een gelaatsexpressie, gelaatsuitdrukking of een gezichtsuitdrukking is het gevolg van de samentrekking van bepaalde gelaatsspieren en wordt beschouwd als een van de vormen van niet-verbale expressies van emoties. Onderzoek toont aan dat er zes basale gelaatsexpressies bestaan die een uitdrukking zijn van de volgende emoties: woede, angst, afkeer of walging, blijdschap, verdriet en verrassing of verbazing. Gelaatsexpressies komen niet alleen bij mensen voor, maar ook bij sommige zoogdieren.

## Spontane en bewust uitgevoerde gelaatsexpressies
Bij mensen kan een onderscheid gemaakt worden tussen spontane en bewust uitgevoerde gelaatsexpressies. Omdat de spontane gelaatsexpressies, zoals het omhoog of omlaag trekken van de mondhoeken bij blijdschap of verdriet, een directe afspiegeling zijn van bepaalde emoties, zijn zij moeilijk te onderdrukken. Vanwege de sterke associatie tussen emoties en gelaatsexpressies wordt soms wel beweerd dat een bewust uitgevoerde gelaatsexpressie ook het daaraan gekoppelde gevoel kan oproepen. Gelaatsexpressies komen tot stand via specifieke gelaatsspieren, waaronder de musculus zygomaticus maior (bij glimlachen), de musculus corrugator (bij fronsen) en de musculus orbicularis oculi (rondom de ogen). Ook de ogen (bijvoorbeeld het knipperen van de ogen), en het wel of niet hebben van oogcontact blijken bij te dragen tot gelaatsexpressies.

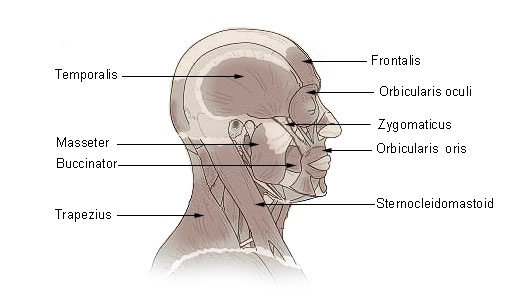
Enkele belangrijke hoofd- en gelaatsspieren, waarvan sommigen betrokken zijn bij de aansturing van gelaatsexpressies

## Gelaatsexpressies en hersenen

### Produceren van gelaatsexpressies
Spontane en bewust uitgevoerde gelaatsexpressies zijn afhankelijk van verschillende circuits in de hersenen. Bewust uitgevoerde gelaatsexpressies blijken vooral afhankelijk te zijn van hogere motorische gebieden in de linker grotehersenhelft, terwijl spontane gelaatsuitdrukkingen via oudere gebieden in de hersenen, zoals de basale kernen tot stand komen.
Zo kunnen bijvoorbeeld patiënten met bepaalde hersenbeschadigingen niet bewust de mondhoeken omlaag of omhoog bewegen, maar wel bij een spontane glimlach. Ook het tegenovergestelde beeld kan optreden. Bij de ziekte van Parkinson is vaak de spontane gelaatsexpressie verstoord, zoals blijkt uit een maskerachtig gezicht. De patiënten kunnen echter wel bewust glimlachen, dat wil zeggen de mondhoeken omhoog bewegen als hen dat wordt gevraagd.
Het produceren van een realistische expressie van een emotie zonder het bijbehorende gevoel is niet eenvoudig. Al in de negentiende eeuw stelde de neuroloog Guillaume-Benjamin Duchenne de Boulogne vast dat dit te maken heeft met een specifieke oogspier, de musculus orbicularis oculi. Deze spier is moeilijk bewust aan te sturen, en wordt alleen geactiveerd door echte emoties. Hij wordt soms ook nog wel Duchenne’s spier genoemd.

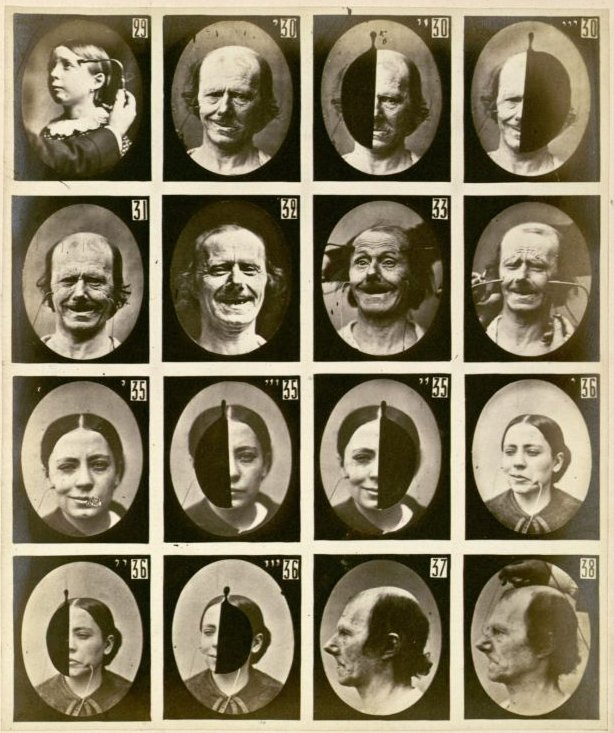
Foto's uit het in 1862 verschenen boek van Duchenne. Duchenne stelde door middel van elektrische stimulatie vast welke gelaatsspieren verantwoordelijk zijn voor verschillende specifieke gelaatsexpressies. Charles Darwin zou later sommige van zijn foto’s in zijn eigen werk over gelaatsexpressies in dieren en mensen publiceren

### Begrijpen van gelaatsexpressies
Het begrijpen van gelaatsuitdrukkingen van emoties blijkt vooral afhankelijk te zijn van de rechtergrotehersenhelft. Zo hebben mensen met een beschadiging van de rechtergrotehersenhelft moeite met het herkennen van emotionele uitdrukking op afbeeldingen van gezichten. Verder blijkt de amygdala specifiek een rol te spelen bij herkennen van expressies van angst.
Gelaatsexpressies van emoties zijn overigens ook door normale proefpersonen soms moeilijk van elkaar te onderscheiden. Sommige gelaatsexpressies zoals woede en tevredenheid zijn makkelijk uit elkaar te houden, terwijl expressies van afkeer en angst moeilijker van elkaar zijn te onderscheiden. Ook maken mensen soms vergissingen bij het interpreteren van gelaatsuitdrukkingen. Zo kan een neutrale gelaatsuitdrukking bij een bepaald persoon als angstig worden geïnterpreerd, omdat zijn of haar gelaatstrekken lijken op die van een ander persoon wiens gezicht wel (echte) angst uitstraalt. Gezichtsherkenning van bekende personen blijkt ten slotte makkelijker bij een lachend dan neutraal gezicht.

## Gelaatsexpressies en cultuur
Charles Darwin merkte als eerste op dat emoties door mensen van verschillende culturen op dezelfde wijze worden uitgedrukt. Later onderzoek naar gelaatsexpressies van onder anderen Ekman leek Darwins opvatting grotendeels te ondersteunen, wat betreft de uiting van basisemoties als woede, angst, afkeer (walging), verrassing en blijheid. In verband hiermee wordt aangenomen dat gelaatsexpressies voor een groot deel aangeboren zijn. Het uiten van gevoelens in een sociale context is echter mede afhankelijk van bepaalde regels die cultuurbepaald zijn. Ekman noemt dat uitingsregels (Engels:display rules). In sommige culturen is het bijvoorbeeld ongepast voor winnaars of verliezers om blijheid respectievelijk verdriet te tonen. Het publiekelijk uiten van deze emoties wordt daarom gemaskeerd of onderdrukt. Deze uitingsregels spelen dus vooral een rol in gezelschap van anderen, terwijl de spontane gelaatsexpressies beter tot uiting gekomen als men alleen is, of zich onbespied waant.

## De spieren van de gelaatsexpressie
- Musculus auricularis anterior
- Musculus bucinatorius
- Musculus corrugator supercilii
- Musculus depressor anguli oris
- Musculus depressor labii inferioris
- Musculus depressor septi nasi
- Musculus frontalis
- Musculus levator anguli oris
- Musculus levator labii superioris
- Musculus levator labii superioris alaeque nasi
- Musculus mentalis
- Modiolus anguli oris
- Musculus nasalis
- Musculus orbicularis oculi
- Musculus orbicularis oris
- Platysma
- Musculus procerus
- Musculus risorius
- Musculus zygomaticus major
- Musculus zygomaticus minor